# Hypenopsis ochritincta
Hypenopsis ochritincta är en fjärilsart som beskrevs av George Francis Hampson. Hypenopsis ochritincta ingår i släktet Hypenopsis och familjen nattflyn. Inga underarter finns listade i Catalogue of Life.